# Vječni čovjek
Vječni čovjek (eng. izvornik: The Everlasting Man), po mnogima ponajbolje, djelo iz 1925. čuvenog engleskog pisca, pjesnika, novinara i dramatičara Gilberta Keitha Chestertona daje pogled na ukupnu ljudsku povijest i postojanje, suprotstavljajući se evolucionističkim i materijalističkim teorijama. Započinjući od postanka čovjeka i različitih religioznih oblika kroz povijest Chesterton pokazuje kako se ispunjenje svih ljudskih želja nalazi u osobi Isusa Krista i njegovoj Crkvi. Svojim blistavim stilom i razornom ironijom, karakterističnima za njegova najbolja djela, Chesterton s veseljem i olujnom snagom razbija tlapnju da Krist stoji rame uz rame sa sličnim mitovima, a njegova religija sa sličnim religijama.